# Club Guaraní
Der Club Guaraní ist ein paraguayischer Sportverein aus dem Dos Bocas, einem Stadtviertel in der Peripherie von Asunción. Der Klub wurde 1903 als Guaraní Football Club gegründet. Er ist der zweitälteste Fußballverein des Landes und war 1906 Mitbegründer der Liga Paraguaya de Football Association, dem heutigen nationalen Fußballverband des Landes, der Asociación Paraguaya de Fútbol. Er gewann seither elf Landesmeisterschaften. Der Verein stellte auch eine Mannschaft in der Basketball-Liga  und war Mitte des letzten Jahrhunderts zwei Mal Meister. Der Vereinsname ist dem Namen des indigenen Volkes der Guaraní entlehnt, das für seine Tapferkeit bekannt ist. Der Kopf eines Guaraní ziert auch das Vereinswappen.
Die Vereinsfarben Schwarz und Gelb wurden vom uruguayischen Verein CA Peñarol übernommen, bei dem zwei der Gründungsmitglieder, die Melina Brüder, dereinst spielten. Andere Quellen besagen, dass das Gründungsmitglied Juan Patri das gestreifte Wappen den Insignien des Freibeuterschiffes Francis Drake, das er auf einer Reise nach Europa sah, entlehnt hat.

## Fußball

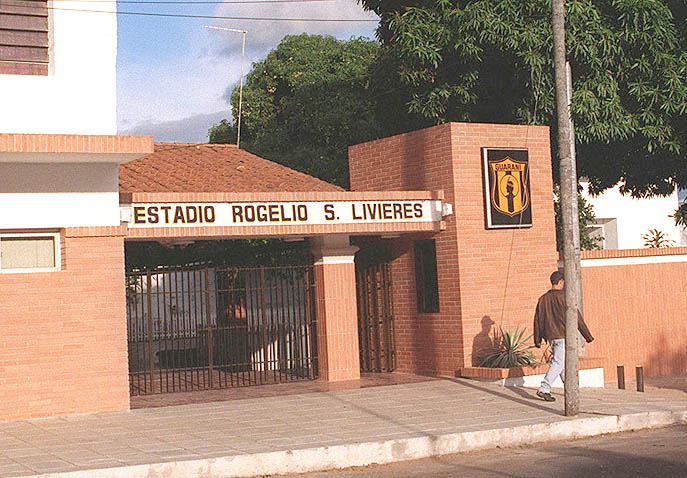
Eingang zum Estadio Rogelio S. Livieres

Guaraní hat in den Jahren von 1906 und 1907 die ersten beiden Fußballmeisterschaften von Paraguay gewonnen. Seither folgten sieben weitere Titel und zehn Vizemeisterschaften.
Als das Goldene Jahrzehnt gelten in der Vereinsgeschichte die 1960er Jahre, als Guaraní drei Meisterschaften gewann und bis 1970 auch viermal Zweiter wurde. Den Grundstein hierzu legte der uruguayische Trainer Ondino Viera, der erst kurz zuvor mit der paraguayischen Nationalmannschaft  bei der Copa América 1963 den zweiten Platz errungen hatte und daraufhin vom legendären Präsidenten Juan Antonio Sosa Gautier verpflichtet wurde und die erste dieser Meisterschaften zu gewinnen half. Dabei legte er den Grundstein zur goldenen Ära des Vereines die bis 1970 anhielt und zwei weitere Meistertitel sowie zwei Vizemeisterschaften einbrachte.
Zudem drang Guaraní bei der Copa Libertadores 1966 bis ins Halbfinale vor, wenngleich der Klub dort sang- und klanglos ausschied. Der letzte „volle“ Meistertitel wurde 1984 gewonnen. 1996 gewann Guaraní darüber hinaus die Apertura 1996, wobei diese „Halbsaisonmeisterschaft“ nicht als Meisterschaft angesehen wird – diese errechnet sich hier aus der Zusammenrechnung mit der Clausura.
Das Derby des Vereins ist das Clásico Añejo bei dem Guaraní auf den ältesten Fußballverein Paraguays, den Club Olimpia trifft.
Guaraní trägt seine Heimspiele im 1986 erbauten Vielzweckstadion Estadio Rogelio S. Livieres, üblicherweise Estadio Dos Bocas genannt aus. Das in Dos Bocas gelegene Stadion ist nach einem bedeutenden Präsidenten der Vereinsgeschichte von Guaraní benannt und fasst 8.000 Zuschauer.

### Erfolge
- Paraguayischer Meister: 1906, 1907, 1921, 1923, 1949, 1964, 1967, 1969, 1984, Apertura 2010, Clausura 2016
- Paraguayischer Pokalsieger: 2018
- Copa Libertadores: Halbfinale 1966 & 2015
- Punta Cup: 2007

### Bekannte Trainer
- Ondino Viera (1963–1964)
- Diego Alonso (2012–2013)

### Bekannte Spieler
- Vladimiro Schettina (1975–1990)
- José Luis Chilavert (1987–1988)
- Salvador Cabañas (1999)
- Kenji Fukuda (2004)
- Frederico Santander (2008–2010, 2011–2012, 2013–2015)
- Yūki Tamura (2010)
- Fernando Fernández, Stürmer, (2013–2015, 2022–lfd.)
- Raúl Bobadilla (2020–2021)

## Basketball
Guaraní hatte auch eine Basketball-Mannschaft, die in der Liga de Baloncesto Metropolitana spielte und zwei Meisterschaften gewann.

### Erfolge
- Liga de Baloncesto Metropolitana: 1938, 1940